# Jansveld
Het Jansveld is een straat in het centrum van de Nederlandse stad Utrecht. Ze begint bij de Lange Jansstraat en eindigt zo'n 200 meter verder op de Voorstraat.
De straat bestond mogelijk reeds omstreeks 1300. Anno 2013 bevinden zich 17 monumenten in de straat. Bijzondere bebouwing is onder meer het Grote Vleeshuis dat rond 1637 is vernieuwd naar ontwerp van Paulus Moreelse. Verder is het Margaretenhof, een eeuwenoud hofje met vrijwoningen, aan het Jansveld gelegen.